# Iris graeberiana
Iris graeberiana là một loài thực vật có hoa trong họ Diên vĩ. Loài này được Sealy miêu tả khoa học đầu tiên năm 1950.